# Гаринча
Мануел Франсиско дос Сантос (порт. Manuel Francisco dos Santos; Пау Гранде, 28. октобар 1933 — Рио де Жанеиро, 20. јануар 1983), прозван Гаринча (порт. Garrincha; птичица), је био бразилски фудбалер, десно крило и нападач који је помогао Бразилу да освоји наслов првака свијета 1958. и 1962. Многи га сматрају највећим дриблером свих времена. Гаринча је такође широко прихваћен као легендарна фигура у спорту.
Гаринча је играо виталну улогу у победама Бразила на Светском првенству 1958. и 1962. године. Године 1962, када се Пеле повредио, Гаринча је водио Бразил до победе на Светском првенству са доминантним учинком током целог турнира. Такође је постао први играч који је освојио Златну лопту (играч турнира), Златну копачку (водећи стрелац) и Светско првенство на истом турниру. Такође је био именован за Ол-стар тимове Светског купа на Светском првенству 1958. и Светском првенству 1962. године. Године 1994, именован је у Свевременски тим ФИФА Светског првенства. Бразил никада није изгубио меч док су играли обоје, Гаринча и Пеле. Године 1999, освојио је седмо место у гласању великог жирија ФИФА за играча века. Он је члан је Светског тима 20. века и примљен је у Бразилску фудбалску дворану славних. Због огромне популарности у Бразилу звали су га и Alegria do Povo (Народна радост) и Anjo de Pernas Tortas (Анђео са повијеним ногама).
На клупском нивоу, Гаринча је већину своје професионалне каријере играо за бразилски тим Ботафого. На стадиону Маракана, просторија домаћег тима је позната као „Гаринча“. У главном граду Бразилија, Национални стадион Мане Гаринча носи његово име. Он је заслужан за инспирацију за прве напеве оле из борбе с биковима који су кориштени на фудбалским теренима.

## Биографија
Гаринча је рођен у граду Маже, у држави Рио де Жанеиру (Бразил), 1933. године. Рођен је са лијевом ногом савијеном према унутра и десном ногом која је била 6 центиметара краћа и савијена према ван. Ипак то га није спријечило да постане један од најбољих фудбалера свих времена, најпознатији је због своје експлозивности и чудесних дриблинга. Многи стручњаци кажу да је био најталентованији фудбалер који је дошао из Бразила, прелазећи чак талент који је имао Пеле.
Његов отац је био алкохоличар, обилно је пио кашасу, што је проблем који је Гаринча наследио. Овај дечак безбрижног држања, био је мањи од друге деце његових година, а његова сестра Роза је приметила да је мали као птичица и почела га је звати Гаринча, североисточни назив за царића, малу смеђу птицу. Име се задржало и са четири године је био познат као Гаринча својој породици и пријатељима. Гаринча је такође био познат као Мане (скраћено од Мануел) од стране својих пријатеља.
Гаринча је био познат међу фудбалским скаутима, али није стигао у професионални фудбал све до својих касних тинејџерских година; није био заинтересован за професионалну каријеру упркос свом огромном таленту.

## Клупска каријера
Године 1953. потписује за клуб Ботафого из Рио де Жанеира. Прву утакмицу је одиграо 19. јула 1953. У тој утакмици постигао је три гола у победи 6-3 против фудбалског клуба Bonsucesso. За Ботафого је одиграо 581 утакмицу и постигао 232 гола. Играо је још и за Коринтианс (1966), Португесу (1967), Фламенго (1968-69), Оларију (1971-72) - сви из Бразила и Атлетико јуниор (1968)- iz Колумбије. Последњи наступ као играч имао је на Божић 1982. године.
Забављач познат по својим вештинама дриблинга у борби против противничких играча, Гаринча је инспирисао прве напеве оле у борби с биковима који ће се користити на фудбалским теренима; током клупске утакмице за Ботафого 1958. дао је лекцију фудбала дефанзивцу Ривер Плејта Вајру, непрестано jе задиркивао, финтирао и пролазио поред њега уз oлеје из публике, а када је „заборавио” лопту и одјурио са Вајром који је трчао за њим, скандирање олеја се претворило у смех. Гаринчина професионална каријера фудбалера трајала је до 1972. године, када је играо за Оларију, али је повремено играо егзибиционе мечеве до 1982. године.

## Репрезентативна каријера
Одиграо је 60 утакмица за Бразил од 1955. до 1966, играо је за Бразил на Светским првенствима 1958, 1962. и 1966. године. Играјући за репрезентацију Бразила изгубио је само једну утакмицу (3-1 пораз од Мађарске) на Светском првенству 1966. То му је била задња утакмица за Бразил. Занимљиво је да Бразил никад није изгубио утакмицу у којој су он и Пеле заједно играли.
Гаринча је умро као заборављени херој 1983. у 49 години живота од зависности о алкохолу након неколико порезних и брачних проблема.

## Статистика каријере

### Клупска
| Сезона            | Клуб              | Лига              | Лига   | Лига   | Куп   | Куп    | Континентални | Континентални | Други | Други  | Укупно | Укупно |
| Сезона            | Клуб              | Лига              | Игара  | Голова | Игара | Голова | Игара         | Голова        | Игара | Голова | Игара  | Голова |
| ----------------- | ----------------- | ----------------- | ------ | ------ | ----- | ------ | ------------- | ------------- | ----- | ------ | ------ | ------ |
| 1953              | Ботафого          | ЛК                | 26     | 20     | –     | –      | –             | –             | 0     | 0      | 26     | 20     |
| 1954              | Ботафого          | ЛК                | 27     | 8      | –     | –      | –             | –             | 9     | 1      | 36     | 9      |
| 1955              | Ботафого          | ЛК                | 19     | 3      | –     | –      | –             | –             | 9     | 2      | 28     | 5      |
| 1956              | Ботафого          | ЛК                | 20     | 5      | –     | –      | –             | –             | 0     | 0      | 20     | 5      |
| 1957              | Ботафого          | ЛК                | 21     | 6      | –     | –      | –             | –             | 9     | 2      | 30     | 8      |
| 1958              | Ботафого          | ЛК                | 26     | 9      | –     | –      | –             | –             | 9     | 1      | 35     | 10     |
| 1959              | Ботафого          | ЛК                | 24     | 9      | –     | –      | –             | –             | 5     | 3      | 29     | 12     |
| 1960              | Ботафого          | ЛК                | 21     | 9      | –     | –      | –             | –             | 9     | 1      | 30     | 10     |
| 1961              | Ботафого          | ЛК                | 21     | 6      | –     | –      | –             | –             | 11    | 2      | 32     | 8      |
| 1962              | Ботафого          | ЛК / TB           | 20 / 5 | 8 / 0  | –     | –      | –             | –             | 7     | 2      | 32     | 10     |
| 1963              | Ботафого          | ЛК                | 3      | 1      | –     | –      | 2             | 0             | 1     | 0      | 7      | 1      |
| 1964              | Ботафого          | ЛК                | 4      | 0      | –     | –      | –             | –             | 7     | 3      | 11     | 3      |
| 1965              | Ботафого          | ЛК                | 1      | 0      | –     | –      | –             | –             | 7     | 0      | 8      | 0      |
| Ботафого укупно   | Ботафого укупно   | Ботафого укупно   | 238    | 84     | –     | –      | 2             | 0             | 83    | 17     | 323    | 101    |
| 1966              | Коринтијанс       | КП                | 4      | 0      | –     | –      | –             | –             | 6     | 1      | 10     | 1      |
| 1968              | Атлетико Хуниор   | КП                | 1      | 0      | –     | –      | –             | –             | –     | –      | 1      | 0      |
| 1968              | Фламенго          | РБ                | 1      | 0      | –     | –      | –             | –             | –     | –      | 1      | 0      |
| 1969              | Фламенго          | КК                | 4      | 0      | –     | –      | –             | –             | –     | –      | 4      | 0      |
| 1972              | Оларија           | КК                | 6      | 0      | –     | –      | –             | –             | –     | –      | 6      | 0      |
| Укупно у каријери | Укупно у каријери | Укупно у каријери | 254    | 84     | –     | –      | 2             | 0             | 89    | 18     | 345    | 102    |

### Репрезентативна
| Бразил | Бразил | Бразил |
| Година | Игара  | Голова |
| ------ | ------ | ------ |
| 1955   | 1      | 0      |
| 1956   | 0      | 0      |
| 1957   | 6      | 0      |
| 1958   | 5      | 0      |
| 1959   | 4      | 0      |
| 1960   | 5      | 2      |
| 1961   | 4      | 1      |
| 1962   | 12     | 6      |
| 1963   | 0      | 0      |
| 1964   | 0      | 0      |
| 1965   | 6      | 0      |
| 1966   | 7      | 3      |
| Укупно | 50     | 12     |

## Трофеји

### Клупски
- : 1955, 1959, 1961
- : 1957, 1961, 1962
- Светско првенство: 1958, 1962
- : 1958, 1961, 1962
- : 1960
- : 1962, 1964, 1966
- : 1962
- : 1963

### Индивидуални
- Најбољи стријелац Свјетског првенства: 1962
- Најбољи играч Свјетског првенства: 1962